# Pribudić
Pribudić falu Horvátországban Zára megyében. Közigazgatásilag Gračachoz tartozik.

## Fekvése
Zárától légvonalban 70, közúton 119 km-re keletre, községközpontjától légvonalban 26, közúton 37 km-re délkeletre, Lika déli részén fekszik. A falun áthalad a likai vasútvonal.

## Története
A török kiűzése (1685) után pravoszlávokkal betelepített likai falvak közé tartozik. Mai nevét egykori lakóiról, a Pribudić családról kapta, amely az 1689-ben még „Bribad” néven említett dalmáciai Pribude faluból származott. A településnek 1857-ben 410, 1910-ben 420 lakosa volt. Az első világháború után előbb a Szerb-Horvát-Szlovén Királyság, majd Jugoszlávia része lett. 1991-ben csaknem teljes lakossága szerb nemzetiségű volt. Lakói még ez évben csatlakoztak a Krajinai Szerb Köztársasághoz. A horvát hadsereg 1995 augusztusában a Vihar hadművelet során foglalta vissza a települést. Szerb lakói elmenekültek.. A településnek 2011-ben 5 lakosa volt.

## Lakosság
| Lakosság változása | Lakosság változása | Lakosság változása | Lakosság változása | Lakosság változása | Lakosság változása | Lakosság változása | Lakosság változása | Lakosság változása | Lakosság változása | Lakosság változása | Lakosság változása | Lakosság változása | Lakosság változása | Lakosság változása | Lakosság változása |
| ------------------ | ------------------ | ------------------ | ------------------ | ------------------ | ------------------ | ------------------ | ------------------ | ------------------ | ------------------ | ------------------ | ------------------ | ------------------ | ------------------ | ------------------ | ------------------ |
| 1857               | 1869               | 1880               | 1890               | 1900               | 1910               | 1921               | 1931               | 1948               | 1953               | 1961               | 1971               | 1981               | 1991               | 2001               | 2011               |
| 410                | 427                | 285                | 309                | 384                | 420                | 442                | 426                | 345                | 352                | 309                | 237                | 146                | 102                | 4                  | 5                  |

## Nevezetességei
- Szent Petka (Paraskeva) tiszteletére szentelt szerb pravoszláv temploma[5] 1902-ben épült a Knin felé menő út melletti pravoszláv temetőben. Egyhajós, keletelt épület, félköríves apszissal és a nyugati homlokzatba épített kétemeletes, piramis alakú toronysisakkal záródó harangtoronnyal. A második világháború idején súlyos károkat szenvedett, de újjáépítették. Parókiájához Pribudić és Kusac települések tartoznak.
- Žunija polja nevű településrészén gótikus templom romjai találhatók.
- Čučevo, Popovići, Novakovići településrészein a népi építészet jellegzetes példái találhatók.